# Timecop
Timecop là một bộ phim hành động - viễn tưởng năm 1994 của Mỹ được đạo diễn Peter Hyams thực hiện với phần kịch bản của Mike Richardson và Mark Verheiden, có sự tham gia của diễn viên hành động Jean-Claude Van Damme.

## Nội dung
Năm 1863, tại Gainesville, Georgia, một người du hành thời gian với vũ khí tương lai đã giết chết 5 người lính Liên minh miền Nam Hoa Kỳ và cướp số vàng họ đang vận chuyển. Năm 1994, Bộ Tư pháp Hoa Kỳ tài trợ cho việc thành lập Ủy ban Thực thi Thời gian - Time Enforcement Commission (gọi tắt là TEC) để diệt trừ các mối đe dọa nổi lên trong quá khứ sau khi Tiến sĩ Hans Kleindast phát minh ra công nghệ du hành thời gian. Người dùng không thể du hành đến tương lai vì nó chưa xảy ra, nhưng họ có thể du hành về quá khứ và thay đổi nó, từ đó làm thay đổi hiện tại. Thượng nghị sĩ Aaron McComb tình nguyện giám sát TEC và Sĩ quan cảnh sát Eugene Matuzak được chỉ định làm ủy viên của TEC. Cảnh sát Max Walker được đề nghị một vị trí tại TEC nhưng trước khi anh có thể nhậm chức, anh và cô vợ Melissa đã bị tấn công bởi một bọn côn đồ bí ẩn; Walker bị đánh đập dã man, còn Melissa chết khi ngôi nhà của họ phát nổ.
Năm 2004, Walker du hành đến năm 1929 để bắt cộng sự cũ Lyle Atwood, người đang sử dụng kiến thức tương lai để kiếm lợi từ sự sụp đổ của thị trường chứng khoán. Atwood thú nhận anh ta đã làm việc cho McComb, người đang lợi dụng chức vụ để cử thuộc hạ đi xuyên thời gian nhằm kiếm tiền cho chiến dịch tranh cử tổng thống đang gặp bất lợi của mình. Lo sợ McComb sẽ giết mình và xóa gia đình mình khỏi lịch sử, Atwood từ chối làm chứng và bị TEC tử hình. Khi McComb ghé thăm trụ sở TEC, Walker đã suy ra những nghi ngờ của mình đối với McComb.
Sau khi đánh bại hai tên thuộc hạ của McComb muốn ám sát mình, Walker được cử đi cùng một cộng sự mới, Sarah Fielding. Walker và Fielding du hành đến năm 1994 để điều tra sự xáo trộn thời gian và phát hiện ra McComb trẻ hơn đang bán công ty sản xuất chip máy tính cho đối tác Jack Parker. McComb năm 2004 đến để ngăn cản bản thân năm 1994 của hắn chấp nhận thỏa thuận, khuyên rằng con chip sẽ có giá trị hàng tỷ USD và cảnh báo rằng họ không được chạm vào nhau vì cùng một nhân vật không thể ở cùng một không gian. McComb giết Parker; Fielding phản bội và bắt giữ Walker, thừa nhận cô đang làm việc cho McComb. Trong cuộc đấu súng sau đó, McComb bắn Fielding và trốn về năm 2004.
Walker quay trở lại năm 2004 nay đã bị thay đổi nhiều, nơi McComb là ứng cử viên tổng thống giàu có và đã cho TEC dừng hoạt động để ngăn chặn người khác về quá khứ can thiệp vào kế hoạch của hắn. Walker và Matuzak suy luận rằng McComb đang sử dụng nguyên mẫu du hành thời gian ban đầu của Kleindast, và Matuzak giúp Walker về quá khứ để khôi phục lại lịch sử trước khi bị lính canh của McComb bắn chết. McComb kết luận rằng Walker phải bị giết vào năm 1994 trước khi anh gia nhập TEC để ngăn anh phá hỏng kế hoạch của hắn.
Trở lại năm 1994, Walker thấy Fielding đang hồi phục trong bệnh viện. Cô đồng ý làm chứng chống lại McComb nhưng một lát sau cô đã bị sát hại; Walker cũng phát hiện ra Melissa đang mang thai. Nhận ra đây là ngày vợ mình bị giết, Walker đi tìm Melissa tại trung tâm thương mại, tiết lộ rằng anh đến từ tương lai và bảo cô thuyết phục Walker 1994 đừng ra khỏi nhà vào đêm đó. Đêm đó, bọn côn đồ - được tiết lộ là thuộc hạ của McComb - tấn công Walker 1994, nhưng anh ta và Melissa chiến đấu với chúng với sự trợ giúp từ Walker 2004. McComb 2004 đến và bắt Melissa làm con tin, kích hoạt một quả bom. McComb chấp nhận rằng hắn sẽ chết trong vụ nổ nhưng cái chết của Walker sẽ giúp McComb 1994 trở thành tổng thống mà không bị cản trở. Tuy nhiên, Walker tiết lộ rằng anh đã dụ McComb 1994 đến nhà và đẩy hắn vào người McComb 2004, khiến cả hai McComb bị tan biến. Walker bế Melissa chạy ra khỏi nhà trước khi quả bom phát nổ và đặt cô bên cạnh Walker 1994 đang bất tỉnh.
Trở lại năm 2004, Walker thấy Matuzak và Fielding vẫn còn sống và trụ sở TEC đang hoạt động bình thường, trong khi Thượng nghị sĩ McComb đã biến mất vào năm 1994. Kết thúc phim, Walker trở về nhà, nơi anh thấy Melissa và cậu con trai nhỏ đang đợi mình.

## Diễn viên
- Jean-Claude Van Damme vai Max Walker
- Mia Sara vai Melissa Walker
- Ron Silver vai Thượng nghị sĩ Aaron McComb
- Bruce McGill vai Chỉ huy Eugene Matuzak
- Gloria Reuben vai Sarah Fielding
- Scott Bellis vai Ricky
- Jason Schombing vai Lyle Atwood
- Scott Lawrence vai George Spota
- Kenneth Welsh vai Thượng nghị sĩ Utley
- Brad Loree vai Reyes
- Kevin McNulty vai Jack Parker
- Gabrielle Rose vai Thẩm phán Marshall
- Steven Lambert vai Lansing